# Salins-les-Thermes
Salins-les-Thermes korábbi község (település) Franciaországban, Savoie megyében. 2016. január 1-jén Fontaine-le-Puits községgel egyesült és Salins-Fontaine új község része lett.
Lakosainak száma 886 fő (2018. január 1.). Salins-les-Thermes Moûtiers, Feissons-sur-Salins, Brides-les-Bains, Villarlurin, Fontaine-le-Puits és Le Bois községekkel határos.

## Népesség
A település népessége az elmúlt években az alábbi módon változott:
| Lakosok száma | 552  | 690  | 1078 | 1002 | 944  | 970  | 876  | 1027 | 887  | 886  |
|               | 1962 | 1968 | 1975 | 1990 | 1999 | 2008 | 2013 | 2016 | 2017 | 2018 |